# Веренич, Александр Иванович
Александр Иванович Веренич (бел. Аляксандр Іванавіч Вярэніч; 12 августа 1971, Барановичи, Брестская область — 30 августа 2022, Минск) — советский и белорусский баскетболист и тренер. Выступал на позиции тяжёлого форварда. Мастер спорта СССР.

## Биография
Александр Веренич начал игровую карьеру в чемпионате СССР в минском РТИ (1989—1991). Затем выступал за белорусские, российские, украинские, литовские, польские и казахские баскетбольные клубы. В составе минских клубов РТИ-2-РУОР, «Виталюр», «Минск-2006» четырежды (сезоны 1993/1994, 2004/2005, 2006/2007, 2008/2009) становился чемпионом Беларуси, трижды (2000, 2001, 2003) признавался лучшим игроком «Матча звёзд» чемпионата Беларуси.
После завершения игровой карьеры Веренич стал тренером. Возглавлял команду «Минск-2006-2» (2010—2012), привёл её к бронзовым медалям чемпионата Беларуси (сезон 2011/2012). Затем тренировал детей и юношей в СДЮШОР БК «Минск-2006» и юношеской сборной Беларуси (U-16). Выступал в качестве игрока и тренера в Непрофессиональной баскетбольной лиге Беларуси (чемпион НБЛ сезона 2012/2013 в составе команды «Ferroprom»). В сезоне 2021/2022 в НБЛ выступала команда «VerTeam», целиком состоявшая из воспитанников Веренича.
Ушёл из жизни 30 августа 2022 года.

## Достижения

### В качестве игрока
- Чемпион Белоруссии (4): 1993/1994, 2004/2005, 2006/2007, 2008/2009.
- Серебряный призер чемпионата Белоруссии (4): 1998/1999, 2000/2001, 2002/2003, 2005/2006.
- Серебряный призёр Суперлиги Б чемпионата России (1): 2001/2002.
- Бронзовый призер чемпионата Белоруссии (2): 1999/2000, 2009/2010.
- Обладатель Кубка Белоруссии (1): 2006.
- Финалист Кубка Белоруссии (2): 2003, 2009.

### В качестве тренера
- Бронзовый призер чемпионата Белоруссии (1): 2011/2012.